# Caprimulgus binotatus
Caprimulgus binotatus là một loài chim trong họ Caprimulgidae.